# Iliaz Vrioni
Ilias bej Vrioni (Berat, 1 de enero de 1882 – París, 12 de marzo de 1932) fue un político albano. Fue uno de los firmantes de la Declaración de Independencia de Albania y ocupó el cargo de primer ministro de Albania en tres ocasiones.

## Biografía
Ilias Vrioni nació en 1882 en Berat, en el Valiato de Ioánina del Imperio Otomano, de la relación de Mehmet Ali Pasha de la Familia Vrioni y Hysnije Vokopola de la Familia Vokopola. Su casa tenía grandes terrenos en los alrededores de Berat, Fier, y en la llanura de Myzeqe. Su padre fue alto dignatario de la administración otomana y colaborador de Abdyl Frashëri en el Congreso de Berlín.
Fue uno de los firmantes de la Declaración de Independencia de Albania de 1912. Fue en tres ocasiones primer ministro y en cinco ocasiones ministro de Asuntos Exteriores. Falleció en París en 1932, mientras cumplía su segundo mandato como ministro plenipotenciario del Reino de Albania en París y Londres.
Fue condecorado en la década de los 20 con la Gran oficial de la Legión de Honor de la República Francesa.

## Actividad política
- Primer ministro de Albania: 19 de noviembre de 1920 – 1 de julio de 1921
- Primer ministro de Albania: 11 de julio de 1921 – 16 de octubre de 1921
- Ministro de Asuntos Exteriores: 30 de marzo de 1924 – 27 de mayo de 1924
- Primer ministro de Albania y Ministro de Asuntos Exteriores: 24 de diciembre de 1924 – 5 de enero de 1925
- Ministro de Asuntos Exteriores: 12 de febrero de 1927 – 21 de octubre de 1927
- Ministro de Asuntos Exteriores y vice ministro de Justicia: 26 de octubre de 1927 – 21 de mayo de 1928
- Ministro de Asuntos Exteriores: 11 de mayo de 1928 – 1 de septiembre de 1928
- Ministro de Asuntos Exteriores: 5 de septiembre de 1928 – 13 de enero de 1929
- Plenipotenticiario ministro de Albania en París y Londres: 1925 – 1926
- Plenipotenticiario ministro de Albania en París y Londres: 1929 – 1932